# Isola Vicentina
Isola Vicentina ist eine Gemeinde in der italienischen Provinz Vicenza mit 10.321 Einwohnern (Stand 31. Dezember 2023). 

## Geografie
Die Gemeinde liegt etwa 12 Kilometer nordwestlich der Provinzhauptstadt Vicenza und etwa 27 Kilometer (Luftlinie) südwestlich von Bassano del Grappa. Sie hat ihr Hauptzentrum in der Fraktion Castelnovo. Weitere Fraktionen sind Ignago und Torreselle. 
Die Nachbargemeinden sind Caldogno, Castelgomberto, Cornedo Vicentino, Costabissara, Gambugliano, Malo und Villaverla.

## Städtepartnerschaft
Isola Vicentina ist seit 1998 Partnergemeinde von Mühlhausen (Oberpfalz) in Bayern. Seit 2012 ist auch Marau im brasilianischen Bundesstaat Rio Grande do Sul Partnerstadt von Isola Vicentina.

## Ehrenbürger
Der Ort ernannte 1963 den Theologen Romano Guardini zum Ehrenbürger.

## Töchter und Söhne der Stadt
- Valentino Gasparella (* 1935), Bahnradsportler